# Dendro-hypnum milnei
Dendro-hypnum milnei là một loài Rêu trong họ Hypnodendraceae. Loài này được (Mitt.) N. E. Bell, A.E. Newton & D. Quandt mô tả khoa học đầu tiên năm 2007.